# Прошлост
Прошлост је израз који се користи да означи цјелину догађаја који су се одиграли прије датог тренутка. Постоје различита схватања и зависно о предмету разликује се колико времена од догађаја мора проћи да би се могло говорити о прошлости. Прошлост се налази на временској скали прије садашњости и на њу се нема утицаја, дакле прошлост је непромјењива.
Јуче се односи се на недавну прошлости, односно на посљедњи календарски дан.
Дисциплина која се бави проучавањем прошлих догађаја и збивања је историја.

## Граматика српског језика
Граматика српског језика има четири прошла глаголска времена:
- Плусквамперфекат или давно прошло време,
- Перфекат,
- Имперфекат или прошло несвршено време и
- Аорист или прошло свршено вријеме.